# Derrick Allen (Fußballspieler, 1930)
Derrick Sydney Allen (* 18. April 1930 in Luton; † 30. November 1978 ebenda) war ein englischer Fußballspieler.

## Karriere
Allen spielte als Jugendlicher beim Limbury Boys Club in Luton, bevor er auf Amateurbasis für Alton Town aktiv war. Im Januar 1952 schloss er sich dem Profiklub seiner Heimatstadt – Luton Town – an, war dabei aber auch weiterhin beruflich als Lastwagenfahrer tätig. Seinen einzigen Pflichtspieleinsatz für das Profiteam von Luton hatte der unter seinem Spitznamen „Sos“ populäre Spieler im März 1955, als er bei einem Spiel der Football League Second Division gegen Derby County (Endstand 0:0) aufgeboten wurde. Mitte 1956 verließ er Luton Town und wechselte zum Lokalrivalen FC Watford, angesichts der Rivalität zwischen beiden Vereinen eher ungewöhnlich.
Bei Watford bestritt Allen von Ende Oktober bis Anfang Dezember 1956 zumeist als linker Außenstürmer insgesamt zehn Partien in Folge, darunter sechs Partien in der Third Division South; seinen einzigen Treffer erzielte er bei einem 2:1-Ligaerfolg gegen Exeter City. Bereits im Februar 1957 verließ er Watford wieder und schloss sich gemeinsam mit seinem Mannschaftskameraden Bryan Atkinson Folkestone Town in der Kent League an. Zur Saison 1958/59 wechselte er innerhalb der Kent League zum FC Margate, den er aber bereits nach einer Spielzeit und nur 11 Pflichtspieleinsätzen wieder verließ. Seine Karriere ließ er schließlich von 1959 bis 1961 bei St Neots Town ausklingen.
Zum Zeitpunkt seines Todes – 1978 im Alter von 48 Jahren – spielte Allen immer noch im Sunday football und fungierte als Funktionär in der lokalen Spielklasse Luton District & South Beds Football League. Zu seinen Ehren wurde ein lokaler Wettbewerb in SOS Allen Cup umbenannt, dieser wurde auch 2017 noch ausgespielt.